# Inversión en valor
La inversión en valor (del inglés value investing) es una filosofía de inversión que deriva de las ideas que Benjamin Graham y David Dodd comenzaron a enseñar en Columbia Business School en 1928 y que continuaron desarrollando en la edición de 1934 de su libro Security Analysis.

## Concepto
La inversión en valor generalmente consiste en comprar valores a un precio bajo, determinado conforme a un análisis fundamental. Por ejemplo, dichos valores pueden ser acciones en compañías negociadas en mercados de valores que cotizan por debajo del valor contable, acciones que dan altos rendimientos en dividendos, acciones con un buen PER —la relación entre el precio o valor y los beneficios— o con un buen ratio P/VC.
Los partidarios del value investing, incluyendo Warren Buffett, afirman que su esencia es comprar acciones a un precio menor al de su valor intrínseco. La diferencia resultante de descontar el precio de mercado del valor intrínseco de la acción, es lo que Graham llama «margen de seguridad». El valor intrínseco o fundamental se refiere al valor contenido en la propia acción y se calcula generalmente sumando el ingreso futuro generado por el activo de acuerdo con un criterio de valor presente, o en otras palabras, es el valor descontado de distribuciones futuras. Sin embargo, tanto las distribuciones futuras como el índice de descuento apropiado tan solo pueden estimarse o calcularse, pero no determinarse con exactitud.
Si el precio de mercado es inferior al valor intrínseco o fundamental de la acción, en teoría su precio se elevará en el futuro cuando el mercado se ajuste. El problema principal es estimar cuál debería ser el valor intrínseco del título o acción. Otro problema es predecir cuando el mercado va a reflejar el valor esperado.
Warren Buffett ha llevado el concepto de value investing más allá de su definición original, conforme su pensamiento ha evolucionado a lo largo de 25 años, de invertir en compañías genéricas a precio de ganga, a buscar «una compañía excepcional a un precio sensato».

## Historia

### Benjamin Graham
El término value investing fue establecido por Benjamin Graham y David Dodd, ambos profesores de Columbia Business School. En su libro The Intelligent Investor, Graham se muestra partidario del concepto de «margen de seguridad» —mencionado por primera vez en Security Analysis, el libro que escribió junto con David Dodd— que requiere de un enfoque cauteloso al invertir. Al escoger valores para invertir, Graham recomienda un estilo defensivo, invirtiendo en valores que cotizan bajo su valor contable lo que de cierta manera constituye una salvaguardia contra acontecimientos adversos en el futuro, y que ocasionalmente ocurren en el mercado de valores.

#### Margen de seguridad
Es la diferencia entre el valor intrínseco de una acción y su precio de mercado. Para Graham «el margen de seguridad siempre depende del precio pagado». Usando el margen de seguridad, uno debe comprar una acción cuando realmente vale más que su precio de mercado. Esta es la tesis central de la filosofía de value investing, que estipula la conservación del capital como primera regla de inversión. Graham sugiere analizar aquellas compañías que no son populares u olvidadas y que tengan una relación precio/beneficio o precio/valor contable baja. Hay que analizar los estados financieros y las notas al pie para ver si hay activos ocultos (inversiones en otras compañías, por ejemplo) que no estén siendo considerados por el mercado. El margen de seguridad protege al inversionista de malas decisiones y adversidades en el mercado. Toda vez que el valor justo es difícil de calcular con exactitud, el margen de seguridad otorga al inversionista cierto margen de error. Una interpretación común del margen de seguridad es que tan bajo es el valor intrínseco que uno paga por una acción: en el caso de emisiones de alta calidad un inversionista querrá pagar 90 centavos por dólar (90 % del valor intrínseco) mientras que acciones más especulativas serían adquiridas con un descuento del 50 % del valor intrínseco (50 centavos por dólar).

### Evolución posterior del término
El concepto de valor, así como el de valor contable, ha evolucionado significativamente desde la década de 1970. El valor contable es útil tratándose de industrias donde todos —o casi todos— los activos son tangibles. Por el contrario, los activos intangibles tales como patentes, software, marcas o el buen nombre son difíciles de cuantificar. Por ejemplo, es probable que un activo intangible no sobreviviera la disolución de una compañía, en cuyo caso no solo el activo sino también su valor se vuelve intangible. De igual manera, cuando una industria está experimentando rápidos avances tecnológicos, el valor de sus activos no es fácil de calcular; ciertas innovaciones pueden afectar el valor del activo, a veces adversamente a veces favorablemente. Un buen ejemplo de la disminución de valor de un activo es una computadora personal. Un ejemplo de una industria donde el valor contable no tiene gran significado es el sector de servicios y ventas al menoreo. Un modelo moderno de calcular el valor de un activo es utilizando el modelo de flujos de fondos descontados (DCF por su siglas en inglés): la suma del flujo de fondos futuros, descontado al presente. 
La inversión en valor ha evolucionado sobre todo hacia una tendencia que se basa en buscar empresas que dispongan de ventajas competitivas duraderas. En sus comienzos, Benjamin Graham le dio más importancia al margen de seguridad debido a los problemas financieros que se habían tenido durante la Gran Depresión. Sin embargo, en las últimas décadas los mejores inversores en valor han comentado en varias ocasiones que puede ser más interesante invertir en empresas de calidad y que tengan ventajas competitivas duraderas, en vez de en otras empresas que puedan estar a un precio más asequible pero que no dispongan de dichas ventajas y su negocio no sea de tanta calidad.

## Inversionistas en valor más conocidos

### Los Estudiantes de Ben Graham
Benjamin Graham es considerado por muchos como el padre del value investing (inversión en valor). Junto con David Dodd, escribió Security Analysis, publicado por primera vez en 1934. La contribución más duradera de este libro al campo del análisis de valores fue enfatizar los aspectos cuantificables del análisis de valores (como las evaluaciones de ganancias y valor en libros), minimizando la importancia de factores más cualitativos, como la calidad de la administración de una empresa. Posteriormente, Graham escribió The Intelligent Investor, un libro que introdujo la inversión en valor a inversores individuales. Aparte de Buffett, muchos otros estudiantes de Graham, como William J. Ruane, Irving Kahn, Walter Schloss y Charles Brandes, se convirtieron en inversores exitosos por derecho propio. 
Irving Kahn fue uno de los asistentes de enseñanza de Graham en la Universidad de Columbia en la década de 1930. Fue un amigo cercano y confidente de Graham durante décadas y contribuyó a la investigación de los textos de Graham, como Security Analysis, Storage and Stability, World Commodities and World Currencies y The Intelligent Investor. Kahn fue socio en varias firmas financieras hasta 1978, cuando él y sus hijos, Thomas Graham Kahn y Alan Kahn, fundaron la firma de inversión en valor Kahn Brothers & Company. Irving Kahn permaneció como presidente de la empresa hasta su muerte a la edad de 109 años.
Walter Schloss fue otro discípulo de Graham y Dodd. Schloss no tuvo una educación formal. A los 18 años, comenzó a trabajar como mensajero en Wall Street. Luego, asistió a cursos de inversión impartidos por Ben Graham en el Instituto de la Bolsa de Nueva York y finalmente trabajó para Graham en la sociedad Graham-Newman. En 1955, dejó la empresa de Graham y fundó su propia firma de inversión, que dirigió durante casi 50 años. Walter Schloss fue uno de los inversores que Warren Buffett perfiló en su famoso artículo "Superinvestors of Graham-and-Doddsville".
Christopher H. Browne de Tweedy, Browne era conocido por la inversión en valor. Según The Wall Street Journal, Tweedy, Browne fue la firma de corretaje favorita de Benjamin Graham durante su vida; además, el Tweedy, Browne Value Fund y el Global Value Fund superaron los promedios del mercado desde su inicio en 1993. En 2006, Christopher H. Browne escribió The Little Book of Value Investing para enseñar a los inversores comunes cómo invertir en valor. 
Peter Cundill fue un conocido inversor en valor canadiense que seguía las enseñanzas de Graham. Su buque insignia, el Cundill Value Fund, permitía a los inversores canadienses acceder a la gestión de fondos según los estrictos principios de Graham y Dodd. Warren Buffett indicó que Cundill tenía las credenciales que busca en un director de inversiones.

### Warren Buffett y Charlie Munger
El estudiante más famoso de Graham, sin embargo, es Warren Buffett, quien dirigió exitosas sociedades de inversión antes de cerrarlas en 1969 para centrarse en dirigir Berkshire Hathaway. Buffett fue un fuerte defensor del enfoque de Graham y atribuye su éxito a sus enseñanzas. Otro discípulo, Charlie Munger, quien se unió a Buffett en Berkshire Hathaway en la década de 1970 y desde entonces ha trabajado como vicepresidente de la empresa, siguió el enfoque básico de Graham de comprar activos por debajo del valor intrínseco, pero se centró en empresas con cualidades cualitativas sólidas, incluso si no eran estadísticamente baratas. Este enfoque de Munger influyó gradualmente en Buffett al reducir su énfasis en activos cuantitativamente baratos y en cambio alentarle a buscar ventajas competitivas sostenibles a largo plazo en empresas, incluso si no eran cuantitativamente baratas en relación con el valor intrínseco. Buffett a menudo se cita diciendo: "Es mejor comprar una gran empresa a un precio justo que una empresa justa a un gran precio".
Buffett es un inversor especialmente hábil debido a su temperamento. Tiene una famosa cita que dice: "sé codicioso cuando otros tienen miedo y ten miedo cuando otros son codiciosos". En esencia, actualizó las enseñanzas de Graham para adaptarlas a un estilo de inversión que prioriza empresas fundamentalmente sólidas sobre aquellas que se consideran baratas según medidas estadísticas. También es conocido por una charla que dio titulada "Los Superinversores de Graham y Doddsville". La charla fue una apreciación abierta de los fundamentos que Benjamin Graham le inculcó. 

### Michael Burry
El Dr. Michael Burry, fundador de Scion Capital, es otro fuerte defensor de la inversión en valor. Burry es famoso por ser el primer inversor en reconocer y beneficiarse de la inminente crisis de las hipotecas subprime, como se retrata en la película The Big Short. Burry ha dicho en varias ocasiones que su estilo de inversión se basa al 100% en el concepto de un margen de seguridad, según el libro Security Analysis de Benjamin Graham y David Dodd en 1934: "Toda mi selección de acciones se basa en el concepto de un margen de seguridad". 

### Otros Inversores en Valor de la Escuela de Negocios de Columbia
La Escuela de Negocios de Columbia ha desempeñado un papel significativo en dar forma a los principios del inversor en valor, con profesores y estudiantes dejando su huella en la historia y entre ellos mismos. El libro de Ben Graham, The Intelligent Investor, fue la biblia de Warren Buffett, a quien se refirió como "el mejor libro sobre inversión jamás escrito". Un joven Warren Buffett estudió bajo Ben Graham, tomó su curso y trabajó para su pequeña empresa de inversiones, Graham Newman, de 1954 a 1956. Veinte años después de Ben Graham, llegó Roger Murray y enseñó la inversión en valor a un joven estudiante llamado Mario Gabelli. Aproximadamente una década después, Bruce Greenwald llegó y produjo sus propios discípulos, incluido Paul Sonkin, al igual que Ben Graham tuvo a Buffett como discípulo y Roger Murray tuvo a Gabelli.

### En España
La influencia del inversor de Warren Buffett y su filosofía en el estilo de inversión en valor de los gestores españoles es notable. El value ha inspirado a gran parte de las gestoras independientes españolas, y entre los gestores más relevantes destacan Alvaro Guzmán, Fernando Bernad, Francisco García Paramés y Javier Ruiz.

## Crítica
A finales de la década de 1990, se demostró que el rendimiento de las acciones con alto valor intrínseco (acciones de valor) no siempre supera al de las acciones con alto potencial de crecimiento (acciones de crecimiento). Además, los altos rendimientos de las acciones con alto valor intrínseco no siempre indican una violación de la hipótesis de eficiencia del mercado. Es posible que la rentabilidad anormal de estas existencias se deba al aumento del riesgo inherente a este tipo de activos.
El problema con la compra de acciones durante una recesión en todo el mercado (mercado bajista) es que a pesar de la aparente infravaloración en algún momento, los precios pueden bajar más junto con el mercado. Del mismo modo, en el caso del crecimiento general del mercado ("mercado alcista"), el precio de las acciones supuestamente sobrevaloradas puede seguir subiendo junto con el mercado. Como lo expresó Warren Buffett,

"Es mucho mejor comprar una gran empresa a un precio medio que una empresa media a un precio maravilloso".

Otro problema del método de inversión de valor es la ambigüedad de determinar el "valor intrínseco" de las acciones, ya que no existe un método estándar o generalmente aceptado para evaluar dicho valor.

## Libros y otros recursos sobre inversión en valor
- Security Analysis (1934), by Benjamin Graham. ISBN 0-07-144820-9
- The Theory of Investment Value (1938), by John Burr Williams. ISBN 0-87034-126-X
- The Intelligent Investor (1949), by Benjamin Graham. ISBN 0-06-055566-1
- You Can Be a Stock Market Genius (1997), by Joel Greenblatt. ISBN 0-684-84007-3.
- Contrarian Investment Strategies: The Next Generation (1998), by David Dreman. ISBN 0-684-81350-5.
- The Essays of Warren Buffett (2001), edited by Lawrence A. Cunningham. ISBN 0-9664461-1-9.
- The Little Book That Beats the Market (2006), by Joel Greenblatt. ISBN 0-471-73306-7.
- The Little Book of Value Investing (2006), by Chris Browne. ISBN 0-470-05589-8.
- Value Investor Insight (www.valueinvestorinsight.com)
- Rule #1 (2006), by Phil Town. ISBN 0-307-33613-1.
- "The Four Filters Invention of Warren Buffett and Charlie Munger: Abridged Edition" Archivado el 20 de marzo de 2009 en Wayback Machine.
- Acciones y Bolsa - el único Libro que necesitas (2022), by Ladis Konecny. ISBN 9783741205712